# Береке (Карасайский район)
Береке (каз. Береке) — поселок в Карасайском районе Алматинской области Казахстана. Административный центр Ельтайского сельского округа. Код КАТО — 195233100.

## Население
В 1999 году население села составляло 3048 человек (1487 мужчин и 1561 женщина). По данным переписи 2009 года, в селе проживало 3511 человек (1793 мужчины и 1718 женщин).В 2021 году население поселка составляло 6729 человек (3363 мужчин и 3366 женщина). В 2024 году население поселка составляет 10624 человек (5321 мужчин и 5323 женщина). Казахи (78,95%), русских (10,25%), турки (4,44%), курды (1,19%), уйгуры (0,68%), татары (0,41%), узбеки (0,37%), другие (3,71%) 